# 에릭 페디
에릭 제임스 페디(영어: Erick James Fedde, 1993년 2월 25일~)는 미국의 야구 선수이다. 현재 메이저 리그의 세인트루이스 카디널스에서 투수로 활동하고 있다.

## 미국 프로야구

### 워싱턴 내셔널스
2014년 메이저리그 드래프트에서 1라운드 전체 18순위로 지명됐고, 251만 달러에 계약하며 입단했다. 2014년에는 부상으로 1년 내내 재활에 매진했다. 2015년에는 산하 오번 더블데이스와 헤이거스타운 선즈에서 활동했고, 5승 3패, 평균자책점 3.38을 기록했다. 2016년에는 산하 더블A 포토맥 내셔널스에서 활동하다가 8월에 트리플A 해리스버그 세너터스로 승격됐다. 2016년에 8승 5패, 평균자책점 3.12를 기록했다.

## 한국 프로야구

### NC 다이노스
2022년 12월 20일에 맷 더모디를 대체할 외국인 투수로 영입되었다. 등번호로 13번을 받았으며 KBO 리그 등록명은 페디로 결정되었다.

#### 2023년 시즌
4월 6경기에 등판해 38이닝 4승 1패, 10볼넷, 48탈삼진, 평균자책점 0.47을 기록했다. 6월 9일 SSG 랜더스와의 경기에서 6이닝 2실점으로 12경기만에 시즌 두 자릿수 승을 기록했다. 이는 KBO 리그 역대 3번째 최소 경기 두 자릿수 승이다. 9월 4경기에 등판해 3승, 27.1이닝 평균자책점 0.66, 40탈삼진을 기록하며 KBO 리그 9월 MVP로 선정됐다. 10월 10일 한화 이글스와의 경기에서 6이닝 무실점, 6탈삼진을 기록하며 KBO 리그 역대 5번째, 외국인 선수 최초 20승-200탈삼진을 기록했다. 시즌 30경기에 등판해 20승 6패, 180.1이닝 209탈삼진, 35볼넷, 2점대 평균자책점을 기록하며 다승, 탈삼진, 평균자책점 부문에서 1위를 기록했고, 2011년 윤석민 이후 KBO 리그 역대 5번째 트리플 크라운이자 외국인 선수 최초 트리플 크라운을 기록했다. 시즌 후 KBO 리그 수비상 투수 부문을 수상했다.

##### 2023년 플레이오프
10월 30일 kt 위즈와의 1차전에서 6이닝 무실점, 12탈삼진을 기록하며 승리 투수가 됐다. 이 경기에서 역대 플레이오프 한 경기 최다 탈삼진 신기록을 세웠다.
| 평균자책점 | 경기 | 완투 | 완봉 | 승 | 패 | 세 | 홀 | 이닝 | 피안타 | 피홈런 | 볼넷 | 사구 | 삼진 | 실점 | 자책점 |
| ---------- | ---- | ---- | ---- | -- | -- | -- | -- | ---- | ------ | ------ | ---- | ---- | ---- | ---- | ------ |
| 1.50       | 1    | 0    | 0    | 1  | 0  | 0  | 0  | 6    | 3      | 0      | 1    | 0    | 12   | 0    | 0      |

## 미국 프로야구 2기

### 시카고 화이트삭스
2024년에 입단하였다.

### 세인트루이스 카디널스
특급 선발투수 보강을 위한 구단 측의 판단 아래 2024년 7월 30일 이적했다.

## 수상
- 2023년 KBO 리그 9월 MVP

## 구종
- 일반적인 직구인 포심 패스트볼을 던지지 않고 투심 패스트볼만 던진다. 고등학교 시절까지 야구 선수였던 그의 아버지는 그에게 투심 패스트볼 그립만 가르쳐줘서 자연스럽게 투심 패스트볼만 던지게 됐다. 또한 체인지업, 스위퍼(변형 슬라이더)도 주력 구종으로 구사한다.[7]

## 주요 기록
| 기록                            | 날짜             | 소속 팀 | 상대 팀 | 상대 타자 | 구장 | 기타                      |
| ------------------------------- | ---------------- | ------- | ------- | --------- | ---- | ------------------------- |
| 역대 3번째 최소 경기 10승       | 2023년 6월 9일   | NC      | SSG     |           | 창원 | 직전 기록 : 1993년 정민철 |
| 역대 5번째 20승 - 200탈삼진     | 2023년 10월 10일 | NC      | 한화    |           | 창원 | 직전 기록 : 1986년 선동열 |
| 역대 3번째 20선발승 - 200탈삼진 | 2023년 10월 10일 | NC      | 한화    |           | 창원 | 직전 기록 : 1985년 김시진 |

## 통산 기록
| 연도 | 팀명  | 평균자책점 | 경기 | 완투 | 완봉 | 승 | 패 | 세 | 홀 | 승률  | 타자 | 이닝    | 피안타 | 피홈런 | 볼넷 | 사구 | 탈삼진 | 실점 | 자책점 |
| ---- | ----- | ---------- | ---- | ---- | ---- | -- | -- | -- | -- | ----- | ---- | ------- | ------ | ------ | ---- | ---- | ------ | ---- | ------ |
| 2023 | NC    | 2.00       | 30   | 0    | 0    | 20 | 6  | 0  | 0  | 0.769 | 780  | 180 1/3 | 137    | 9      | 35   | 4    | 209    | 46   | 40     |
| 통산 | 1시즌 | 2.00       | 30   | 0    | 0    | 20 | 6  | 0  | 0  | 0.769 | 780  | 180 1/3 | 137    | 9      | 35   | 4    | 209    | 46   | 40     |